# みらいいろ
「みらいいろ」は、Plastic Treeの通算30枚目のシングル。2010年12月15日発売。発売元は徳間ジャパンコミュニケーションズ。

## 概要
前作『ムーンライト――――。』から約4ヶ月半ぶりのシングル。
通常盤、限定盤A、限定盤Bの3タイプ発売で、限定盤Aには「みらいいろ -Music Clip-」、「みらいいろ -Music Clip メイキング映像-」を収録したDVD付き。限定盤Bにはライブ映像DVD「ピカソごっこ」（テント2編）付き。
シングルでは、『梟』(2009年)以来となる、オリコンウィークリーチャートTOP10入りを記録した。

## 収録曲

### 通常盤
1. みらいいろ [4:06]
  - 作詞：有村竜太朗、作曲：長谷川正、編曲：Plastic Tree

テレビ東京系アニメ『遊☆戯☆王5D's』第5期エンディングテーマ。
アニメで使用されたものとシングル版では、アレンジが異なる別テイク音源となっている。アニメで使用された音源は、『遊☆戯☆王5D's SOUND DUEL 3』に「みらいいろ (TVサイズ)」として収録されている。
2. Paper plane [5:44]
  - 作詞・作曲：長谷川正、編曲：Plastic Tree
3. ムーンライト ――――。 (2010年8月12日新宿・実況録音) [5:41]

### 初回生産限定盤A
CD
1. みらいいろ
2. Paper plane

DVD
1. みらいいろ -Music Clip-
2. みらいいろ -Music Clip メイキング映像-

### 初回生産限定盤B
CD
1. みらいいろ
2. Paper plane

DVD
1. ライブ映像「ピカソごっこ」（テント2編）

## 収録アルバム
オリジナル
- 『アンモナイト』（#1）

ベスト
- 『続 B面画報』（#2）